# Pazifik Exil
Pazifik Exil ist ein Roman von Michael Lentz aus dem Jahr 2007. Er erschien bei S. Fischer und kam auf die „Longlist“ zum Deutschen Buchpreis 2007. 

## Inhalt
Der Roman beschäftigt sich mit aus dem Dritten Reich ins amerikanische Exil geflüchteten Künstlern wie Bertolt Brecht, Heinrich Mann und Thomas Mann, Franz Werfel oder Arnold Schönberg. In Form von inneren Monologen wird deren damalige Lebenssituation beschrieben.

## Kritiken
Die Rezensentin Nicole Henneburg von der Frankfurter Rundschau fand das Unternehmen bezüglich der Stoffwahl „riskant“ und „ehrgeizig“ und befand, der Roman löse nicht wirklich ein, was er verspreche. Dennoch entdeckte Henneburg für sie amüsante Stellen. Ebenso Christoph Bartmann von der Süddeutschen Zeitung, der sich weit begeisterter zeigte und von einem „Sprachereignis“ sprach. Bei Manuel Karasek von der taz kam dagegen bei der Lektüre große Langeweile auf: „so viel hohen Geist gab es noch nie zwischen zwei Buchdeckeln“, ironisierte er. Helmut Böttiger sprach in Die Zeit dem Werk sogar ab, große Literatur zu sein. Es besäße vielmehr den „Stil des Magazinjournalismus: Prominente privat“. Die Rezensenten der Neuen Zürcher Zeitung und der Frankfurter Allgemeinen Zeitung machten dagegen einen ohne Einschränkungen „großartigen“ bzw. „imponierenden“ Roman aus.

## Sonstiges
Der Roman basiert in weiten Teilen auf historischen Quellen, die bisweilen sogar im Wortlaut wiedergegeben werden. Thematisch steht er im Zusammenhang mit dem 2005 urgesendeten Hörspiel EXIT des Autors, das in Zusammenarbeit mit dem damaligen Privatsekretär Thomas Manns entstand. Auch Pazifik Exil existiert in einer Hörspielfassung des Autors.

## Einzelbelege
1. ↑  Michael Lentz: Pazifik Exil. Roman. In: perlentaucher.de. Abgerufen am 16. März 2024.